# Ешидія
Ешидія, або Еш-Шидія — фосфатне родовище і копальня в Йорданії, в перспективі — найбільший фосфатний рудник світу. Контролюється йорданською фосфатопереробною компанією Jordan Phosphate Mines Company Ltd. (JPMC). Видобуток фосфоритів відкритим способом почався в 1988 році.

## Характеристика
Родовище зернистих фосфоритів Ешидія розташовується за 125 км на північний схід від порту Акаба, в межах Близькосхідного фосфоритоносного басейну, розташованого в північній частині Аравійської плити. Тут на площі 40-50 кв.км зосереджено близько 1.2 млн т фосфатних руд виключно високої якості. Продуктивний горизонт кампан-маастрихтського віку потужністю 22-35 м залягає на переважно карбонатних відкладах порід сеноману-турону. Продуктивний горизонт складений органогенними і крем'янистими вапняками, мергелями з прошарками кременистих порід, серед яких виділяються три фосфоритові пласти — верхній пласт (А1) потужністю до 10 м (вміст Р2О5 31-32%), середній пласт (А2) — вміст Р2О5 досягає 35% (руда практично є високоякісним фосфорним концентратом), нижній пласт (А3), потужністю 5-6 м — бідний. Його руди, як і фосфорити пласта А1, вимагають збагачення. Рудні пласти розділені безрудними прошарками потужністю 20-30 м, розкрив має потужність до 10 м, співвідношення розкрив:руда складає на родовищі 5 : 1, а на деяких ділянках — 3.2 : 1, що вигідно відрізняє це родовище від аналогів.

## Технологія розробки
З 1994 року рудник приступив до здійснення масштабного проекту розширення, розрахованого на 12-15 років. Перша фаза проекту, «Ешидія-1», була закінчена в 1996 р., потужності рудника збільшилася до 3,2 млн т. Організовано видобуток з шарів А1 і А2. У 1997 р. почалися роботи другої фази проекту, «Ешидія-2», яка ставить за мету збільшити річну потужність рудника Ешидія до 7.45 млн т фосфорного концентрату. 1998 року паралельно з роботами фази «Ешидія-2» почато виконання третьої фази розширення, яка повинна до 2005 року збільшити річну потужність підприємства до 10 млн т концентрату.